# Collegiata della Santissima Trinità (Genzano di Roma)

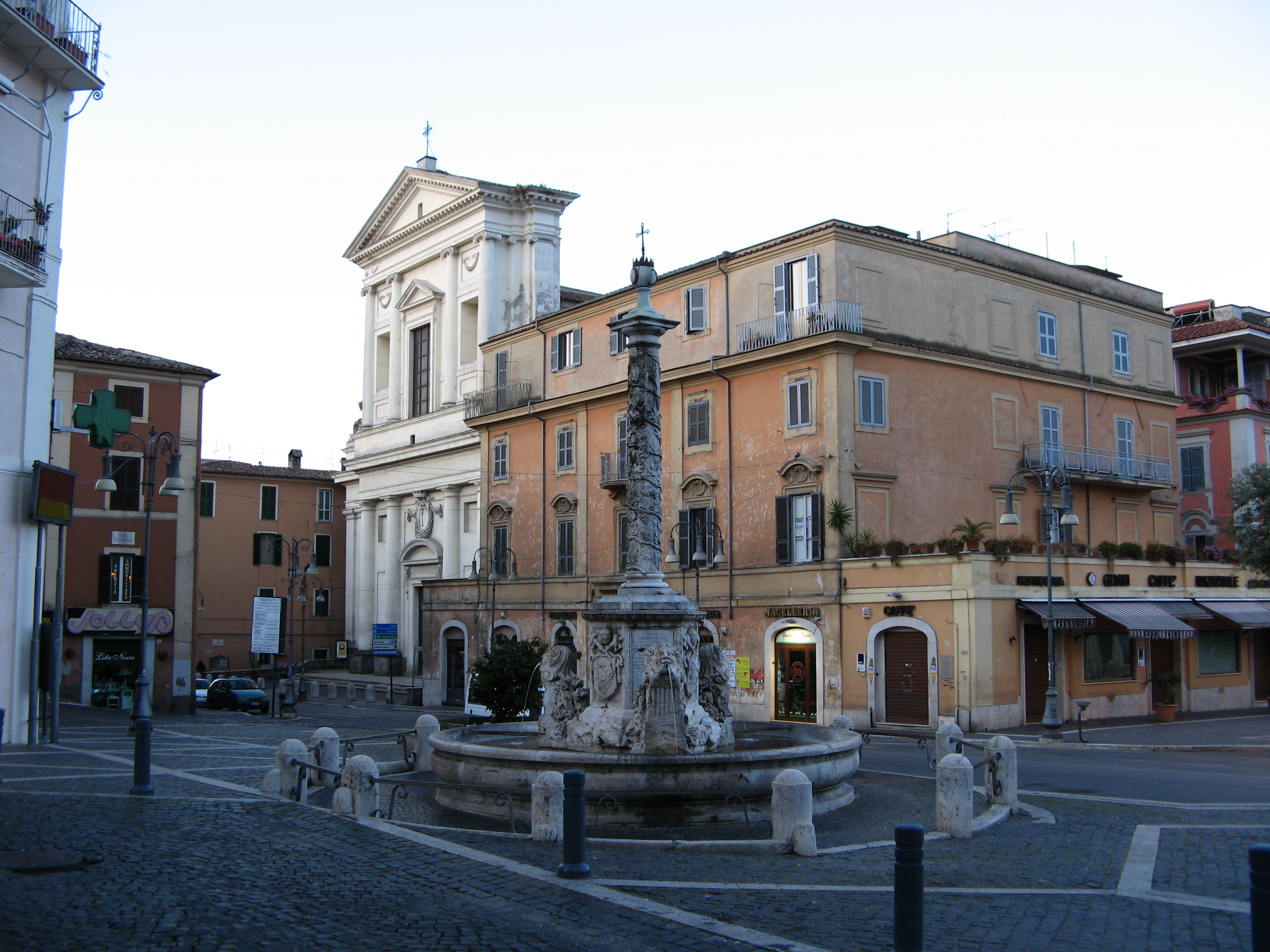
La facciata del Duomo vista da Piazza San Sebastiano (Piazza IV Novembre). In primo piano, la fontana di San Sebastiano, simbolo di Genzano, realizzata nel 1776.

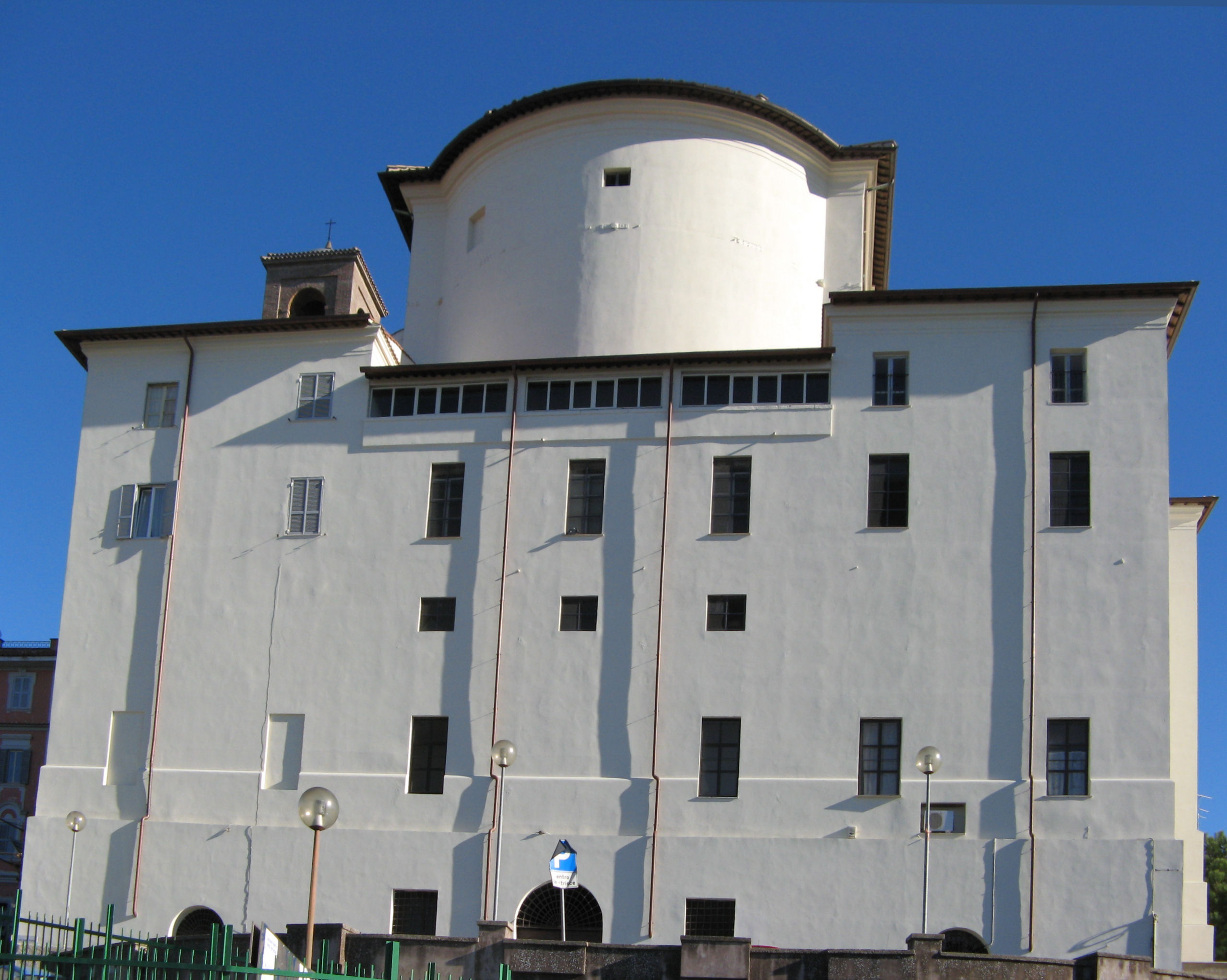
Parte absidale esterna

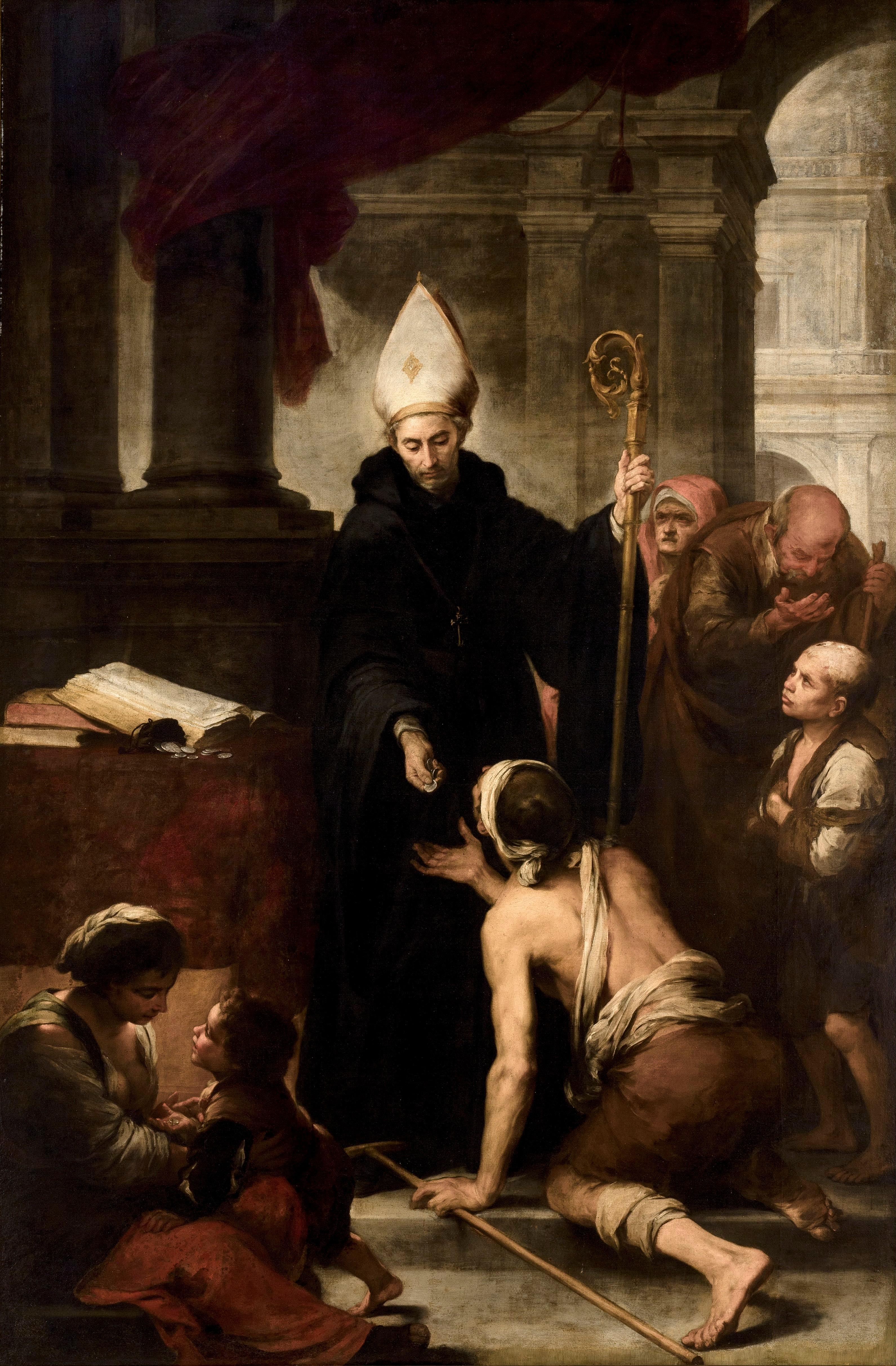
San Tommaso di Villanova

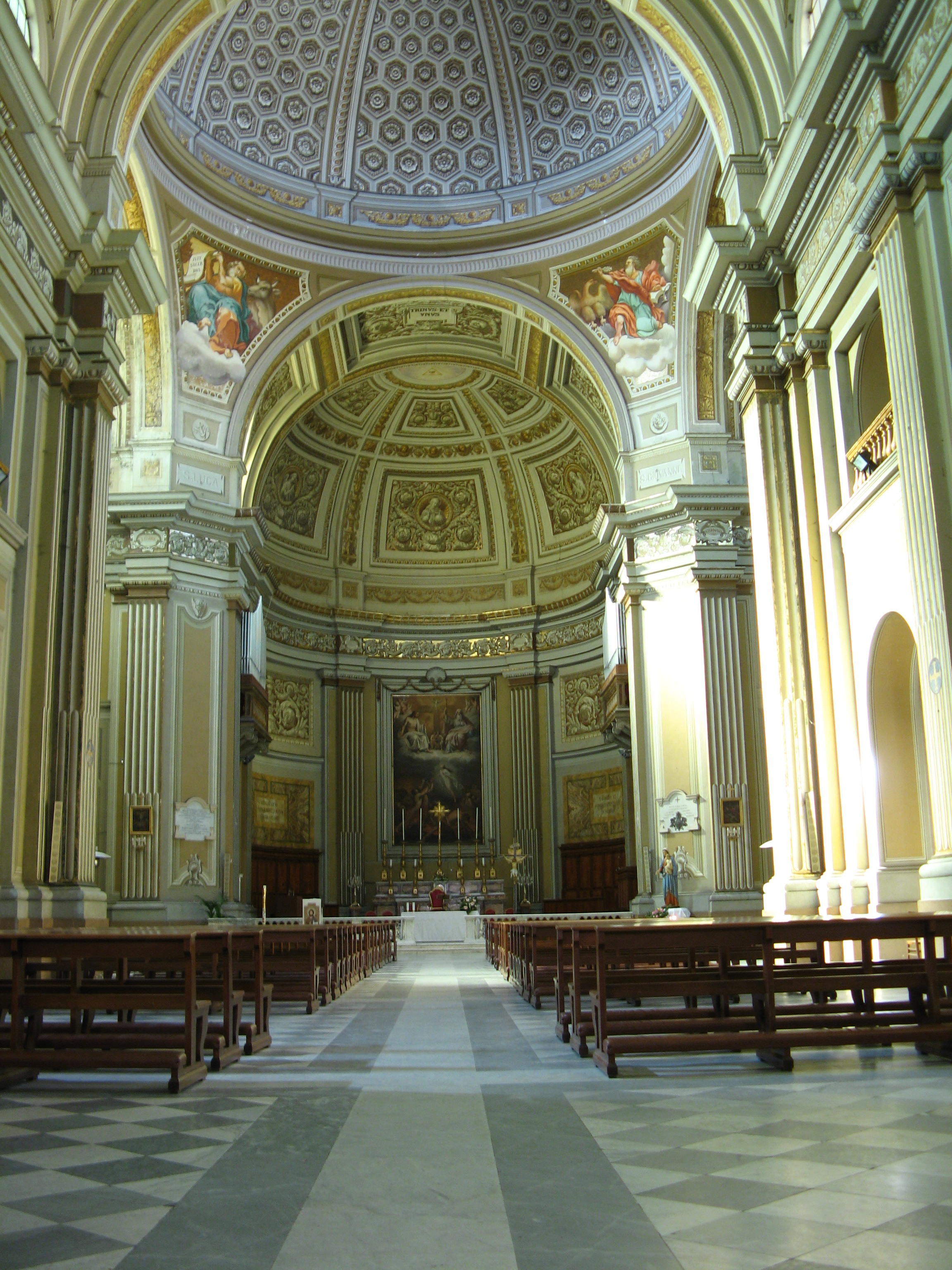
Grande navata centrale

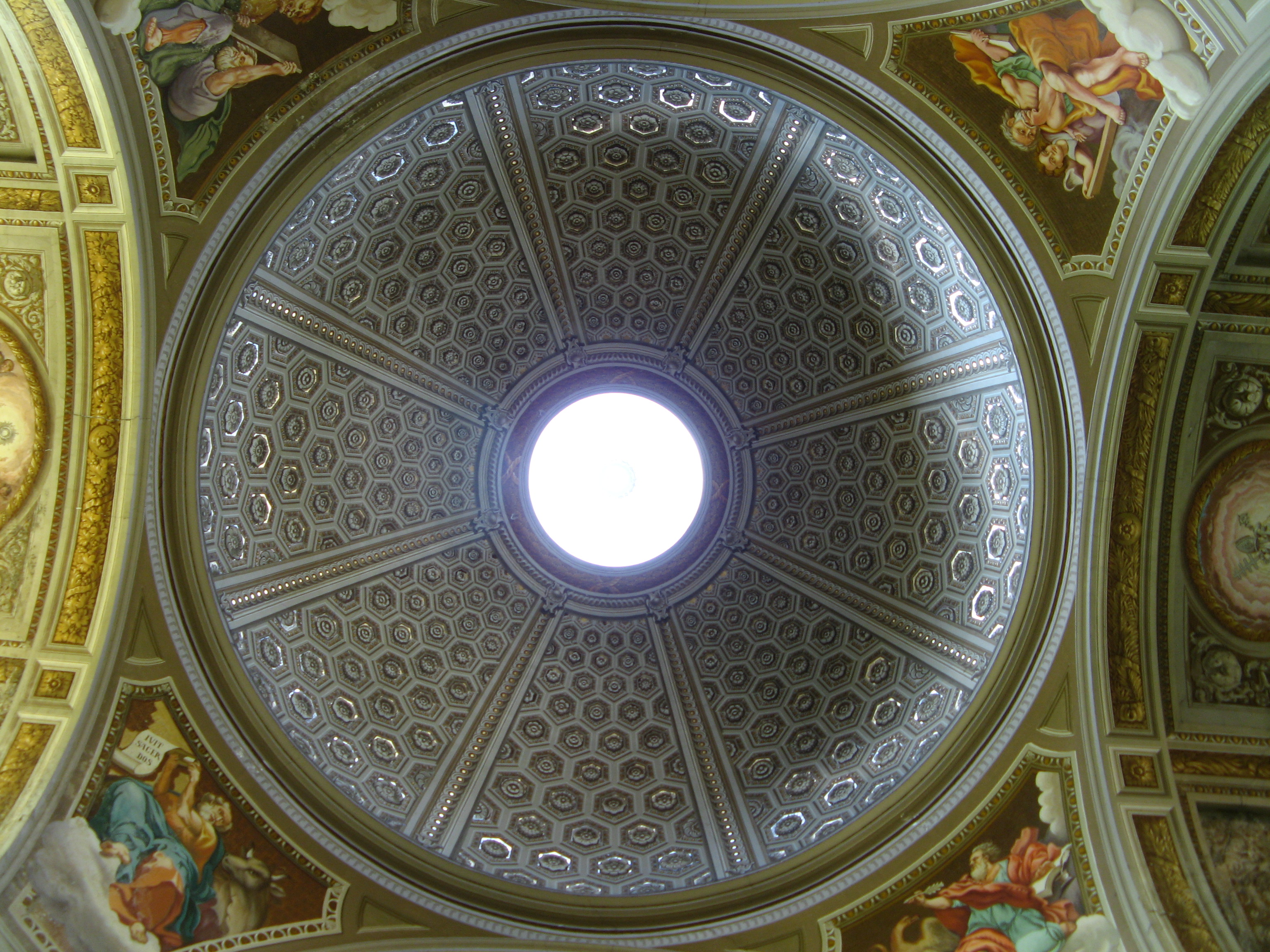
Cupola e pennacchi con gli Evangelisti

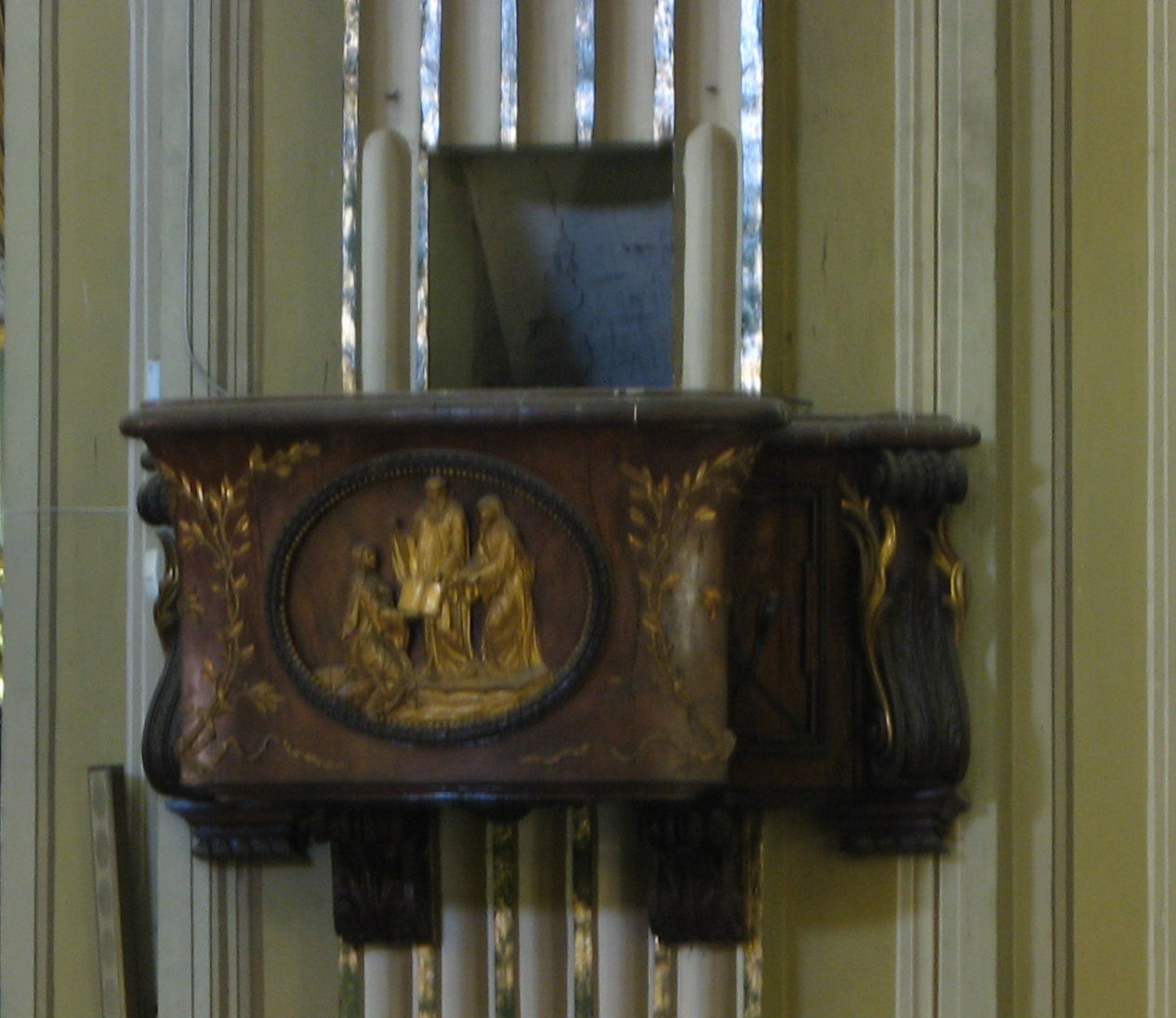
Pulpito ligneo (XVII secolo)

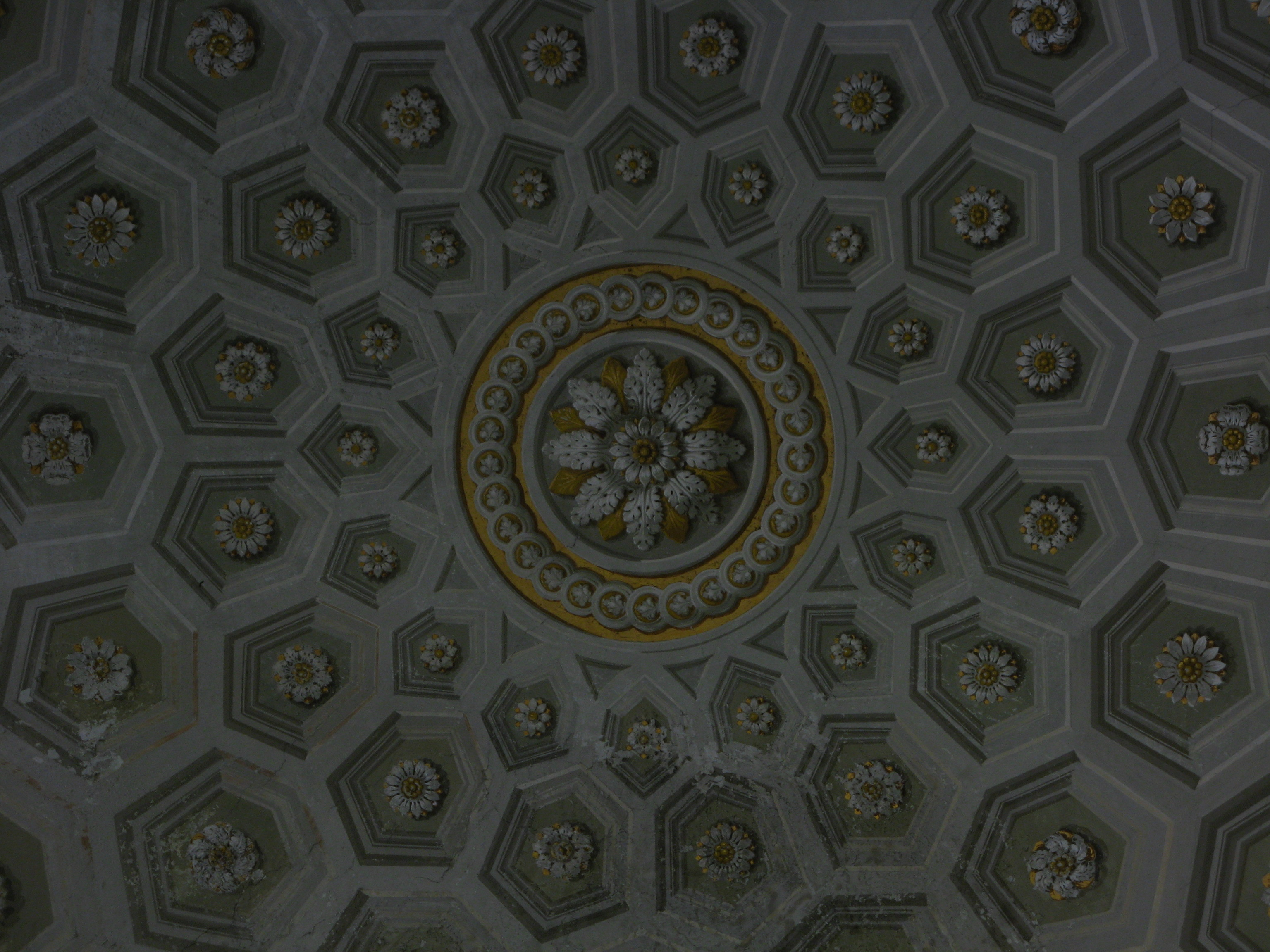
Particolare del soffitto della prima cappella laterale di sinistra

La Collegiata parrocchiale della Santissima Trinità (ovvero di San Tommaso di Villanova) è una chiesa cattolica di Genzano di Roma, in città metropolitana di Roma Capitale e sede suburbicaria di Albano. Aperta al culto nel 1808, è parrocchia dal 1820.

## Storia
La Collegiata è chiamata dai genzanesi "Chiesa nuova" (o "Duomo nuovo"), in contrapposizione al "Duomo vecchio", la chiesa di Santa Maria della Cima. La contrapposta denominazione "nuovo" / "vecchio" deriva dalle grandi differenze, di natura economica, urbanistica e culturale in senso lato, esistenti fra i periodi storici in cui sono sorti i due edifici.

### Genzano Vecchio e Santa Maria della Cima
Genzano di Roma è nato in epoca medievale come castello fortificato a picco sul lago di Nemi e, ancora ai primi del XVII secolo, aveva l'aspetto di un borgo medievale (Genzano Vecchio) sviluppato, tutto all'interno della cinta del castello, attorno all chiesa dedicata alla Beata Vergine. Sebbene la chiesa di Santa Maria della Cima appaia attualmente come un edificio barocco —a causa di un rifacimento avvenuto nella prima metà del XVII secolo— la sua fondazione risale infatti probabilmente al XIV secolo ad opera dei Cistercensi dell'Abbazia di Sant'Anastasio alle Acque Salvie.

### Genzano nuovo e la costruzione della Chiesa Nuova
Nel periodo in cui vennero eseguiti i lavori di rifacimento del "Duomo vecchio" (1636-1650) iniziò la trasformazione urbanistica di Genzano da borgo a paese. Infatti, nel 1643 iniziò la costruzione del convento dei Cappuccini, vennero intrapresi i lavori di ampliamento del Palazzo Baronale Sforza-Cesarini, e vennero tracciate le olmate, gli stradoni ombreggiati da quattro filari di olmi che collegavano i suddetti edifici. Successivamente, nel 1677, anche la chiesa di Santa Maria della Cima venne integrata, dal punto di vista prospettico, nel nuovo assetto urbanistico essendo stata unita, attraverso la nuova via Livia (attuale via Italo Belardi), alla Chiesa di san Sebastiano (sciaguratamente distrutta nel 1916 dall'amministrazione comunale dell'epoca; era situata nel luogo dell'attuale Piazza San Sebastiano).
L'evento più importante, per lo sviluppo di Genzano, fu l'apertura della Via Corriera (o Via Postale), diretta a Napoli nel 1780. Venne in tal modo rotto l'isolamento geografico di Genzano, con evidenti vantaggi economici, e venne rafforzato il processo di spostamento del nucleo urbano dal vecchio borgo, posto in alto, verso la pianura sottostante. L'anno successivo iniziò pertanto l'edificazione della nuova chiesa dedicata alla Santissima Trinità e in seguito al patrono San Tommaso di Villanova.
L'opera, in stile neoclassico, unica tra le chiese dei Castelli Romani con questo stile, venne aperta al culto il 9 aprile 1808. Più che a un unico progettista o direttore dei lavori, l'opera è stata attribuita di volta in volta ad alcuni dei numerosi architetti facenti parte della famiglia Camporese. È certo tuttavia che i principali autori sono stati Giuseppe Camporese e il suo fratello maggiore Giulio.

## Architettura
La pianta della chiesa è a croce latina, con tre navate, abside semicircolare, undici altari, uno maggiore centrale e dieci laterali (cinque per ciascun lato).
Sintetizza così l'erudito Gaetano Moroni nel Dizionario di erudizione storico-ecclesiastica:
(Gaetano Moroni, Dizionario di erudizione Op. cit., Vol. XXIX, p. 27)

### Esterno
La facciata è a due ordini: tuscanico nella parte inferiore, ionico nella superiore.
- Nell'ordine inferiore, un portale molto grande, con due porte di ingresso a destra e a sinistra. Il portale, posto tra le due grandi colonne tuscaniche centrali, ha un timpano curvo che poggia su mensole; al di sopra del timpano, lo stemma di Genzano incoronato da ambo i lati (una colonna sormontata da una mezzaluna).
- Nell'ordine superiore si alzano quattro colonne di ordine ionico con trabeazione, a sostenere il basamento del timpano a cornice dentata. Al centro dell'ordine superiore, una finestra rettangolare con cimasa a forma di timpano; a ciascuno dei due lati, fra due colonne, una nicchia con sopra un motivo decorativo vegetale.
- A destra e a sinistra dell'edificio sono visibili due contrafforti esterni alla navata e alla parete del transetto. Infine, dal lato opposto della facciata, la zona absidale esterna è chiusa.
- Vi sono indizi e testimonianze iconografiche dell'esistenza, in passato, di due campanili[5]. Attualmente esiste un unico campanile a monofore sul lato destro: è il rifacimento del primitivo campanile di destra crollato ai primi del '900. Non si sa quale destino abbia avuto il campanile di sinistra.

### Interno
- All'interno della chiesa è visibile una navata centrale di grandi dimensioni. Ai due lati, più che navate laterali nel senso proprio del termine, esistono due corridoi comunicanti, ciascuno dei quali si apre sulla navata centrale con dei grandi archi. Tra la seconda e la terza arcata della navata centrale, a sinistra, un bel pulpito intagliato in legno che presenta un rilievo dorato, al centro, raffigurante verosimilmente la consegna della regola di San Benedetto da Norcia. Molto belle, tra navata centrale e transetto, quattordici tavole raffiguranti le stazioni della Via Crucis, provenienti da S. Maria della Cima. Anche un olio su tela raffigurante Maria Assunta, della prima metà del XVII secolo, proviene da S. Maria della Cima[6]
- La cupola, e quattro grandi pennacchi in cui sono raffigurati i quattro Evangelisti, poggiano su pilastri lesenati; le lesene dipinte corrispondono a quelle della facciata. Al di sopra, tra volta e volta, si aprono delle lunette a finestra.
- Allorché si entra nella chiesa dalla porta esterna destra, si accede al corridoio di destra su cui si aprono quattro piccole cappelle rettangolari, ciascuna delle quali è provvista di altare e decorazioni a pittura oppure statue. Nei pennacchi della prima cappella, dedicata a Sant'Antonio di Padova, sono rappresentate le quattro Virtù cardinali (Prudenza, Fortezza, Giustizia, Temperanza). La seconda cappella, dedicata a Santa Rita da Cascia, è stata ricostruita dopo essere stata danneggiata nel corso della II guerra mondiale. Nella terza Cappella vi un quadro raffigurante San Tommaso di Villanova, copia della tela di Murillo conservata al Museo delle Belle arti di Siviglia; in precedenza in questa cappelletta vi era una tela molto bella, spostata poi nella Sagrestia, rappresentante un miracolo di San Vincenzo Ferreri (XVII secolo). L'ultima cappella del corridoio di destra, dedicata alla Madonna Addolorata, ha un altare con tempietto neoclassico a quattro colonne ioniche e un soffitto ribassato su cui è stato rilevato il piano per una cantoria.
- Nell'area absidale, oltre al presbiterio e all'altare maggiore, si trova un grande dipinto ad olio opera della fine del XIX secolo del pittore Apparisio, in cui è rappresentata la Trinità, con Cristo alla sinistra, Dio Padre alla destra e con la Colomba dello Spirito Santo. Al di sopra dell'altare con balaustra del transetto di destra sono visibili quattro statue dorate, pregevoli esempi di arte orafa della fine del XVIII secolo, rappresentanti San Sebastiano, San Tommaso di Villanova, Sant'Emidio e San Vincenzo Ferreri a mezzo busto, un tabernacolo risalente alla fine del XVIII secolo e una grande tela raffigurante la Madonna di Monferrato. Nell'altare con balaustra del transetto di sinistra, invece, un tabernacolo ligneo del XIX secolo e, a destra dell'altare, un armadio a muro con le reliquie e vari reliquari, e una grande tela del XX secolo rappresentante santa Margherita Maria Alacoque.
- Le piccole cappelle del corridoio di sinistra sono analoghe a quelle di destra. Nella prima, un affresco monocromo raffigurante il Battesimo di Cristo di Pietro Tedeschi (XIX secolo). Nella seconda, l'immagine di una Madonna a mani giunte (fine del XVIII secolo) con cornice a raggiera; inoltre affreschi in cui sono raffigurate le vicende di Sisara e Debora, Giuditta e Oloferne, con riferimenti tipici del periodo neoclassico. Le ultime due cappelle, dedicate rispettivamente al Crocifisso e a San Giuseppe, presentano delle decorazioni ottocentesche a carattere floreale e geometrico.